# Novell Evolution
Evolution eller Novell Evolution (indtil Novells køb af Ximian i 2003 også kendt som Ximian Evolution) er et program, der er både e-mailklient, kalender, adressebog og opgaveliste. Det har været en officiel del af GNOME siden 2004. Udviklingen er delvist betalt af Novell.

## Ekstern henvisning
- Programmets projektside

| Software | Spire Denne artikel om software og programmering er en spire som bør udbygges. Du er velkommen til at hjælpe Wikipedia ved at udvide den. |